# Ratpenat d'espatlles grogues
Els ratpenats d'espatlles grogues (Sturnira) són un gènere de ratpenats de la família dels fil·lostòmids.

## Taxonomia
- Subgènere Corvira
  - Ratpenat d'espatlles grogues peruà (Sturnira bidens)
  - S. boadai
  - Ratpenat d'espatlles grogues nan (Sturnira nana)
- Subgènere Sturnira
  - S. adrianae
  - Ratpenat d'espatlles grogues equatorià (Sturnira aratathomasi)
  - S. bakeri
  - Ratpenat d'espatlles grogues de Bogotà (Sturnira bogotensis)
  - S. burtonlimi
  - Ratpenat d'espatlles grogues petit (Sturnira erythromos)
  - S. giannae
  - S. hondurensis
  - Ratpenat d'espatlles grogues flor de lis (Sturnira lilium)
  - Ratpenat d'espatlles grogues d'Anthony (Sturnira ludovici)
  - Ratpenat d'espatlles grogues de Davis (Sturnira luisi)
  - Ratpenat d'espatlles grogues de De La Torre (Sturnira magna)
  - Ratpenat d'espatlles grogues de Mistrató (Sturnira mistratensis)
  - Ratpenat d'espatlles grogues de Talamanca (Sturnira mordax)
  - Ratpenat d'espatlles grogues bolivià (Sturnira oporaphilum)
  - Ratpenat d'espatlles grogues de Paulson (Sturnira paulsoni)
  - S. perla
  - Ratpenat d'espatlles grogues de Soriano (Sturnira sorianoi)
  - Ratpenat d'espatlles grogues de Thomas (Sturnira thomasi)
  - Ratpenat d'espatlles grogues de Trinitat (Sturnira tildae)